# Château Dentice di Frasso (San Vito dei Normanni)
Le château Dentice di Frasso, est une forteresse médiévale située au centre historique de la commune de San Vito dei Normanni, province de Brindisi dans les Pouilles,.

## Historique
La première phase de construction est la tour qui aurait été commandée par le Normand Bohémond de Tarente qui, au XIIe siècle, rivalisait avec son demi-frère Roger pour la domination des Pouilles.

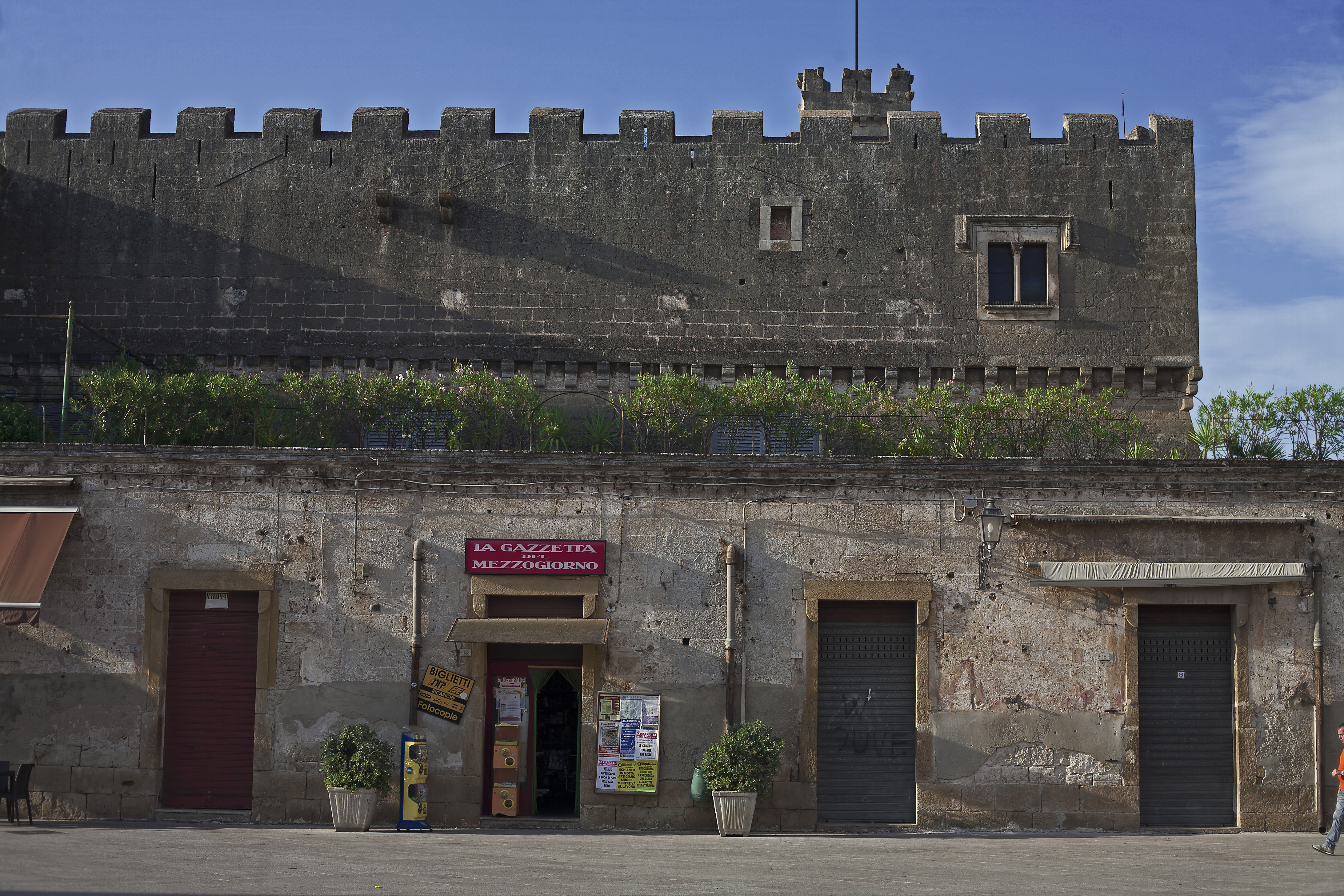

Le « village » de San Vito dei Normanni est né autour de la tour, autrefois appelé degli Schiavoni, en raison de l'implantation de populations slaves. À l'époque, le territoire de San Vito était riche en forêts et en faune, et c'est pour cette raison que l'on pense que la tour était à l'origine un relais de chasse.
Les premiers seigneurs féodaux à vivre dans le château furent la famille Sambiase jusqu'au XVe siècle, puis les Orsini del Balzo (it), puis Frédéric Ier d'Aragon, prince d'Altamura et San Vito, auxquels au XVIe siècle succédèrent la famille Palagano et au XVIIe siècle par le prince d'Avetrana Giovanni Antonio Albrizio. Au cours de ce siècle également, le fief de San Vito devint la propriété du baron Ottavio Serra, puis de Giuseppe Belprato et enfin, à la suite du mariage de Francesca Belprato avec Placido Dentice di Frasso, à la famille de ce dernier, dont les descendants en sont les propriétaires.

## Description

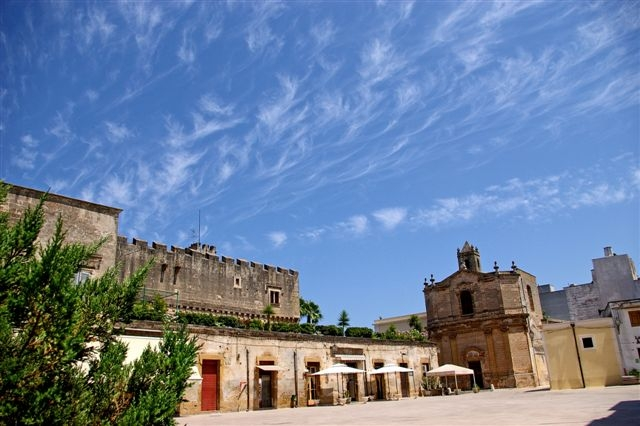
La place de San Vito avec les créneaux du château.

La tour, qui surplombe la place principale de la ville juste en face de l'hôtel de ville, présente des créneaux, des embrasures et des mâchicoulis guelfes et s'étend sur trois étages. Elle était située dans une position stratégique sur la route consulaire qui, de Carovigno, traversait le hameau de San Vito et atteignait la Via Vecchia pour Oria.
Plus bas se trouve une chapelle portant sur le portail d'entrée les armoiries héraldiques Dentice avec la devise Noli me tangere, au premier étage il y a une salle et le deuxième étage servait de prison. L'accès initial se faisait par un pont-levis qui descendait depuis la fenêtre située sur la porte de la chapelle.
Autour de la tour se trouve une grande cour surplombée par la construction de la résidence du XVIe siècle, caractérisée par une série de corbeaux et d'élégantes fenêtres rectangulaires. L'entrée du palais se compose d'un arc brisé sur lequel sont placées les armoiries. Il convient de noter l'escalier en pierre qui mène à une loggia à colonnades sur laquelle reposent trois arcs en plein cintre. À l'intérieur, il conserve des salles décorées, des peintures, des trophées de chasse et des archives historiques récemment restaurées. Le château est une propriété privée et habité par les descendants de la famille Dentice di Frasso.